# John Frink
John Frink (nascido em 5 de maio de 1964) é um roteirista e produtor de televisão norte-americano. Ele escreveu vários episódios da série animada americana Os Simpsons, muitos dos quais ele coescreveu com seu ex-parceiro de escrita Don Payne. Frink e Payne começaram sua carreira na televisão escrevendo para a sitcom Hope and Gloria. Eles escreveram seu primeiro episódio de Os Simpsons em 2000, e Frink ainda trabalha no programa como escritor de episódios e produtor executivo.

## Início de vida e carreira
Frink nasceu em 1964 em Whitesboro, Nova York. Formado pela Emerson College em Boston, Massachusetts, é formado em redação criativa. Frink começou sua carreira como escritor de várias sitcoms junto com seu parceiro de escrita na época, Don Payne. Os dois se conheceram na UCLA, onde Frink era o chefe do Laboratório de Mídia no qual Payne trabalhava. Payne disse ao site TheFutonCritic.com que "um dia nós dois estávamos tentando escrever individualmente, então eu disse: 'por que não reunimos nossos recursos e escrevemos juntos para ver o que acontece?'" Em 2006, Payne disse ao Los Angeles Times que "eu fiquei com um parceiro de escrita, John Frink, fora da faculdade. Eu queria fazer filmes. Ele queria fazer televisão." A dupla chegou ao acordo de que seguiria uma carreira no meio em que recebiam uma oferta de emprego–seja filme ou televisão. Eles acabaram por escrever para sitcoms de televisão como Hope e Gloria (1995–1996) e o The Brian Benben Show (1998). Estas sitcoms foram de curta duração e Payne considerou-os como falhas.

## Avanço da carreira

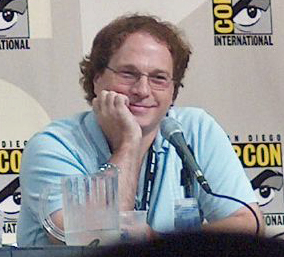
Don Payne, O parceiro de escrita de Frink por vários anos

Frink e Payne se juntaram à equipe de roteiristas da sitcom animada The Simpsons em 2000 com o episódio da décima segunda temporada, "Insane Clown Poppy", que eles coescreveram. "Treehouse of Horror XI", outro episódio de 2000 que eles escreveram, foi transmitido mais cedo do que "Insane Clown Poppy", mas foi produzido depois. Payne disse em entrevista à TV Squad em 2006 que "Meu parceiro e eu estávamos realmente trabalhando em uma longa série de sitcoms fracassadas (e a maioria das sitcoms são reprovadas em sitcoms!). No dia em que um show é oficialmente cancelado, é meio que um tradição para a equipe de escritores ir a um restaurante, comer uma boa refeição e afogar suas mágoas. No caminho até lá, um escritor chamado Jace Richdale (que também trabalhou em Os Simpsons) disse ao meu parceiro e a mim que a série estava procurando por alguns escritores. Ele queria saber se nos interessaria, porque nos recomendaria. Meu queixo literalmente caiu. Então ele entrou em contato com o showrunner, um cara chamado Mike Scully, que leu nosso roteiro de especulação e se encontrou conosco, então nos contratou."
Depois de alguns anos trabalhando em The Simpsons juntos, a parceria de Frink e Payne acabou. Ambos continuaram a trabalhar no show, no entanto, Payne descreveu sua separação como sendo amigável. O primeiro episódio que Frink escreveu por conta própria foi "Bart-Mangled Banner" (2004). Desde a vigésima primeira temporada de Os Simpsons (2009-2010), ele foi creditado como produtor executivo.
O personagem dos Simpsons, Professor Frink, um cientista do The Nutty Professor, foi nomeado após a entrada de Frink, embora o personagem tenha sido apresentado antes de ser contratado como escritor no programa.

## Prêmios e indicações
Frink ganhou vários prêmios por seu trabalho em The Simpsons. Ele também recebeu várias indicações ao prêmio.
| Ano  | Prêmio                         | Categoria                | Série        | Notas                                                                   | Resultado | Ref.(s) |
| ---- | ------------------------------ | ------------------------ | ------------ | ----------------------------------------------------------------------- | --------- | ------- |
| 2000 | Primetime Emmy Award           | Melhor Série de Animação | The Simpsons | Como produtor                                                           | Venceu    | [ 6 ]   |
| 2001 | Primetime Emmy Award           | Melhor Série de Animação | The Simpsons | Como produtor                                                           | Venceu    | [ 6 ]   |
| 2002 | Primetime Emmy Award           | Melhor Série de Animação | The Simpsons | Como produtor supervisor                                                | Indicado  | [ 6 ]   |
| 2003 | Primetime Emmy Award           | Melhor Série de Animação | The Simpsons | Como produtor co-executivo                                              | Venceu    | [ 6 ]   |
| 2003 | Writers Guild of America Award | Animação                 | The Simpsons | Pelo episódio "The Bart Wants What It Wants"                            | Indicado  | [ 7 ]   |
| 2004 | Primetime Emmy Award           | Melhor Série de Animação | The Simpsons | Como produtor co-executivo                                              | Indicado  | [ 6 ]   |
| 2005 | Primetime Emmy Award           | Melhor Série de Animação | The Simpsons | Como produtor co-executivo                                              | Indicado  | [ 6 ]   |
| 2006 | Primetime Emmy Award           | Melhor Série de Animação | The Simpsons | Como produtor co-executivo                                              | Venceu    | [ 6 ]   |
| 2006 | Writers Guild of America Award | Animação                 | The Simpsons | Pelo episódio "The Girl Who Slept Too Little"                           | Indicado  | [ 8 ]   |
| 2007 | Primetime Emmy Award           | Melhor Série de Animação | The Simpsons | Como produtor co-executivo                                              | Indicado  | [ 6 ]   |
| 2007 | Writers Guild of America Award | Animação                 | The Simpsons | Pelo episódio "The Italian Bob"                                         | Venceu    | [ 9 ]   |
| 2008 | Primetime Emmy Award           | Melhor Série de Animação | The Simpsons | Como produtor co-executivo                                              | Venceu    | [ 6 ]   |
| 2008 | Writers Guild of America Award | Animação                 | The Simpsons | Pelo episódio "Stop, or My Dog Will Shoot!"                             | Indicado  | [ 10 ]  |
| 2009 | Primetime Emmy Award           | Melhor Série de Animação | The Simpsons | Como produtor co-executivo                                              | Indicado  | [ 6 ]   |
| 2009 | Writers Guild of America Award | Melhor série de comédia  | The Simpsons | Como membro da equipe de redação                                        | Indicado  | [ 11 ]  |
| 2010 | Primetime Emmy Award           | Melhor Série de Animação | The Simpsons | As co-executive producer                                                | Indicado  | [ 6 ]   |
| 2010 | Writers Guild of America Award | Animação                 | The Simpsons | Pelo episódio "Eeny Teeny Maya, Moe"                                    | Indicado  | [ 12 ]  |
| 2010 | Annie Award                    | Melhor roteiro           | The Simpsons | Pelo episódio "Stealing First Base"                                     | Indicado  | [ 13 ]  |
| 2011 | Primetime Emmy Award           | Melhor Série de Animação | The Simpsons | como produtor executivo e roteirista do episódio "Angry Dad: The Movie" | Indicado  | [ 6 ]   |

## Créditos
| Ano           | Série                 | Papel                | Notas                                                                                              |
| ------------- | --------------------- | -------------------- | -------------------------------------------------------------------------------------------------- |
| 1995          | Hope and Gloria       | Escritor             | Co-escritor do episódio "A Fine ROM-ance"                                                          |
| 1995          | Pride & Joy           | Writer               | Co-escritor do episódio "Brenda's Secret"                                                          |
| 1995–1996     | Can't Hurry Love      | Escritor             | Co-escritor dos episódios "Annie Get Your Armoire", "Glove Story", and "Valentine's Day Massacred" |
| 1997          | Men Behaving Badly    | Escritor             | Co-escritor dos episódios "Wet Nurse" e "Playing Doctor"                                           |
| 1997          | Veronica's Closet     | Co-produtor          | Co-produtor do episódio "Veronica's First Thanksgiving"                                            |
| 1998          | The Brian Benben Show | Escritor e produtor  | Co-escritor do episódio "House of Blues"                                                           |
| 2000–presente | The Simpsons          | Escritor e produtor  | Para uma lista de episódios escritos, veja abaixo                                                  |
| 2007          | The Simpsons Movie    | Roteirista consultor | |

### Episódios emThe Simpsons
| Título                                  | Temporada | Exibição original | Notas                    |
| --------------------------------------- | --------- | ----------------- | ------------------------ |
| "Treehouse of Horror XI"                | 12        | 2000              | Co-escrito com Don Payne |
| "Insane Clown Poppy"                    | 12        | 2000              | Co-escrito com Don Payne |
| "Bye Bye Nerdie"                        | 12        | 2001              | Co-escrito com Don Payne |
| "Simpsons Tall Tales"                   | 12        | 2001              | Co-escrito com Don Payne |
| "Treehouse of Horror XII"               | 13        | 2001              | Co-escrito com Don Payne |
| "The Bart Wants What It Wants"          | 13        | 2002              | Co-escrito com Don Payne |
| "The Great Louse Detective"             | 14        | 2002              | Co-escrito com Don Payne |
| "Old Yeller Belly"                      | 14        | 2003              | Co-escrito com Don Payne |
| "The Wandering Juvie"                   | 15        | 2004              | Co-escrito com Don Payne |
| "Bart-Mangled Banner"                   | 15        | 2004              |                          |
| "The Girl Who Slept Too Little"         | 17        | 2005              |                          |
| "The Italian Bob"                       | 17        | 2005              |                          |
| "Stop Or My Dog Will Shoot"             | 18        | 2007              |                          |
| "All About Lisa"                        | 19        | 2008              |                          |
| "Lost Verizon"                          | 20        | 2008              |                          |
| "Eeny Teeny Maya Moe"                   | 20        | 2009              |                          |
| "Stealing First Base"                   | 21        | 2010              |                          |
| "The Bob Next Door"                     | 21        | 2010              |                          |
| "Angry Dad: The Movie"                  | 22        | 2011              |                          |
| "500 Keys"                              | 22        | 2011              |                          |
| "Politically Inept, with Homer Simpson" | 23        | 2012              |                          |
| "Black Eyed, Please"                    | 24        | 2013              |                          |
| "What to Expect When Bart's Expecting"  | 25        | 2014              |                          |
| "Waiting for Duffman"                   | 26        | 2015              |                          |
| "Peeping Mom"                           | 26        | 2015              |                          |
| "Love Is in the N2-O2-Ar-CO2-Ne-He-CH4" | 27        | 2016              |                          |
| "Simprovised"                           | 27        | 2016              |                          |
| "Treehouse of Horror XXVIII"            | 29        | 2017              |                          |